# Rocket Skates
Rocket Skates è un singolo del gruppo musicale statunitense Deftones, pubblicato il 23 febbraio 2010 come primo estratto dal sesto album in studio Diamond Eyes.

## Descrizione
Rocket Skates riprende lo stile di alcuni brani composti in passato dal gruppo, con strofe melodiche e ritornelli urlati. Il frontman Chino Moreno ha paragonato Rocket Skates al brano Knife Prty, presente nel terzo album White Pony:

## Pubblicazione
Prima della sua pubblicazione, Rocket Skates era già stata eseguita in concerto dal gruppo nel corso del 2009 e il video dell'esibizione iniziava già a circolare sul web.
Il 23 febbraio 2010 i Deftones hanno reso disponibile il brano per il download gratuito per un periodo limitato e successivamente il brano è stato pubblicato in formato digitale sull'iTunes Store il 9 marzo. Il 17 aprile, in occasione del Record Store Day, il singolo è stato pubblicato anche nel formato 7", contenente nel lato B una versione remixata dagli M83.

## Video musicale
Il video, diretto da 13thWitness, è stato reso disponibile l'8 marzo 2010 e mostra scene del gruppo eseguire il brano con altre in cui viene mostrata una donna prepararsi per uscire insieme a Moreno.

## Tracce
Download digitale, CD promozionale (Regno Unito)
1. Rocket Skates – 4:14

7"
- Lato A

1. Rocket Skates (Album Version) – 4:14

- Lato B

1. Rocket Skates (M83 Remix) – 5:45

## Formazione
Gruppo
- Abe Cunningham – batteria
- Chino Moreno – voce, chitarra
- Frank Delgado – tastiera, campionatore
- Sergio Vega – basso
- Stephen Carpenter – chitarra

Produzione
- Nick Raskulinecz – produzione, missaggio
- Paul "Fig" Figuerda – registrazione, ingegneria del suono
- Brad Townsend – ingegneria del suono aggiuntiva
- Andrew Schubert – ingegneria del suono aggiuntiva
- Ted Jensen – mastering
- Tom Whalley – produzione esecutiva